# 케우빙 지아코비 아우베스 두스 산투스
케우빙 지아코비 아우베스 두스 산투스(브라질 포르투갈어: Kelvin Giacobe Alves dos Santos, 1997년 8월 18일~)는 브라질의 축구 선수로 현재 아틀레치쿠 고이아니엔시
]]에서 오른쪽 윙어, 왼쪽 윙어, 세컨드 스트라이커로 이고 K리그 등록명은 켈빈이다.

## 수상 내역
상조제-RS
- 코파 FGF : 2017

ABC
- 캄페오나투 포티구아르 : 2022